# Oh! Gravity.
Albums de Switchfoot
Nothing Is Sound
(2005) Hello Hurricane
(2009)
Singles
1. Oh ! Gravity.
Sortie : 21 octobre 2006
2. Awakening
Sortie : 26 mars 2007

Oh! Gravity. est le 6e album studio du groupe de rock alternatif américain, Switchfoot. Il est sorti le 26 décembre 2006 aux États-Unis et a été vendu à 262 000 exemplaires en 2010.

## Liste des pistes
1. Oh! Gravity. – 2:30
2. American Dream – 3:09
3. Dirty Second Hands – 3:18
4. Awakening – 4:11
5. Circles – 4:06
6. Amateur Lovers – 4:36
7. Faust, Midas, and Myself – 3:51
8. Head Over Heels (In This Life) – 3:41
9. Yesterdays – 4:04
10. Burn Out Bright – 3:24
11. 4:12 – 4:12
12. Let Your Love Be Strong – 3:47